# Festival du cinéma grec 1977
Le Festival du cinéma grec de 1977 fut la 18e édition du Festival international du film de Thessalonique. Elle se tint du 26 septembre au 2 octobre 1977.
Le conflit entre cinéma traditionnel et Nouveau Cinéma grec entraîna une scission : un contre-festival se tint en parallèle.

## Palmarès
- Iphigénie : meilleur film, meilleure actrice
- Alexandre le Grand : deuxième prix du meilleur film, meilleure musique, meilleur montage
- La Grande Décision : meilleure photographie et distinction d'honneur
- La Fenêtre fermée : meilleur décor et distinction d'honneur
- Makarios, la grande route : distinction d'honneur